# Balassa Jenő
Balassa Jenő (szül. Schweiger Jakab, Jászárokszállás, 1859. május 30. – Budapest, 1926. augusztus 4.) magyar színművész.

## Élete
Jászárokszálláson született zsidó családban, apja Schweiger Mátyás, anyja Schvarcz Anna (Janka). Középiskolai tanulmányai után a Budapesti Egyetem hallgatója volt, de az egyetemet két szemeszter után félbehagyva az Országos Színművészeti Akadémia növendéke lett, majd vándorszínésznek állt Lászy Vilmos társulatában 1882-83-tól. Vándorszínészként színészkedett vidéken 1896-ig. Az 1896-ban megnyitott Vígszínháznak kezdettől fogva tagja volt 1925-ig. 1903 és 1926 között az Országos Színészegyesület iskolájának tanára, illetve 1907-től 1919-ig igazgatója volt. Klasszikus és komikus szerepekben egyaránt kitűnt, de elsősorban mégis beugrásaival mentett meg több előadást is. Ismert mesemondó is volt Basa bácsi néven. Jótékonysági tevékenységet is vállalt és részt vett a szocialista párt megalapításában.
Felesége Fátyol Klára (szül.: Dula Oláh Klára) volt, akit 1910. május 14-én Budapesten vett nőül. Fia Balassa János (1903–?) színész.
Az Országos Színészegyesületben 1911-ben leplezték le mellszobrát.
A Schack Manka által komponált Csensztochoi legenda című melodrámával Balassa egész Nagy-Magyarországot bejárta.

## Filmszerepei
- Az utolsó hajnal magyar fekete-fehér némafilm, (1917)
- Három hét magyar melodráma, (1917)
- 99 (1918)
- Anna Karenina magyar néma nagyjátékfilm, (1918)
- A napraforgós hölgy (1918)
- A csodagyerek (1920)
- A 111-es (1920)

### Könyve
- Basa bácsi meséi (Budapest, 1919)